# Garganta de Patsós
A garganta de Patsós (em grego: Φαράγγι της Πατσός) é uma garganta situada nas proximidades da vila cretense de Patsós, no vale Amári. Administrada pela serviço florestal da ilha, nela há instalações para piqueniques e uma plataforma de observação de pássaros. Além disso, nela está situada a famosa caverna de Santo Antônio (Agios Antonios). A água que escorre pelo local advém do lago Patami, situado ca. 3 quilômetros ao norte.